# Jürgen Sonnenschein
Jürgen Sonnenschein (* 1938; † 6. Dezember 2000 in Kiel) war ein deutscher Rechtswissenschaftler.

## Leben
Sonnenschein machte nach dem Abitur zunächst eine Ausbildung zum Steuerinspektor, bevor er ab 1961 in Münster Rechtswissenschaft studierte.
Nach der Promotion mit einem zivilrechtlichen Thema zum Dr. iur. wurde er im Wintersemester 1975/76 mit einer gesellschaftsrechtlichen Arbeit bei Volker Emmerich in Bielefeld habilitiert. Ab 1977 war er Professor an der Universität Kiel.
Der wissenschaftliche Schwerpunkt der Arbeiten Sonnenscheins lag im Mietrecht. Hierbei legte er unter anderem 1984 im Auftrage des Bundesministers für Justiz einen Gesetzentwurf zur systematischen Zusammenfassung und Reform des privaten Mietrechts im Bürgerlichen Gesetzbuch vor. 1992 bis 1995 war er Mitglied der Expertenkommission Wohnungspolitik der Bundesregierung.

## Schriften (Auswahl)
- Konzernrecht, Beck, 6. Aufl., München 1997.
- Wohnraummiete, Mohr, Tübingen 1995.
- Die Bereinigung des Mietrechts im Bürgerlichen Gesetzbuch , Bundesanzeiger, Köln 1985.
- Organschaft und Konzerngesellschaftsrecht, Nomos, Baden-Baden 1976.
- Der maßgebende Zeitpunkt für die Auslegung des Rechtsgeschäfts, Münster 1969.